# Reinelde Knapp
Reinelde Knapp, född 8 februari 1933, död 14 september 2022, var en friidrottare från Österrike. Hon deltog vid olympiska sommarspelen 1956.